# レゴ ムービー 2
『LEGO ムービー 2』(The Lego Movie 2: The Second Part) は、2019年のアメリカ合衆国・オーストラリア・デンマークのコンピュータアニメーションによる冒険・コメディ映画である。レゴのブロックを基としており、監督は『シュレック フォーエバー』、『トロールズ』のマイク・ミッチェルが務めた。
レゴブロックで構築された世界を舞台に、宇宙人に誘拐された仲間たちとの日常を取り戻すため主人公エメットのドタバタぶりを描くアニメ作品である。本作は一見ストップモーションでレゴを動かしてるように見えるが、全編CGアニメーションで作られており、オーストラリアのVFX制作会社アニマル・ロジックが制作を手掛けている（一部実写がある）。

## あらすじ
おしごと大王の野望をエメットたちマスター・ビルダーが打ち砕いたものの、ブロックシティがデュプロ星人に襲われた前作『LEGO ムービー』から5年後、ブロックシティの秩序が崩壊しボロボロシティに名前を変え誰もが荒れてしまった中で、エメットは相変わらず仲間たちと毎日を能天気に過ごしていた。そんなある時、 流れ星に願い事をしようとするエメットが目にしたのは、奇妙な宇宙船に乗ってやってきた謎の宇宙人スウィート・メイヘム将軍。将軍はルーシーやバットマンたちを誘拐し、ミュージカル大好きなわがまま女王が支配する惑星に連れて行く。エメットが彼らを救うために地球から宇宙へと飛び出しシスター星雲に旅立つ。

## 登場人物
声は原語版 / 日本語吹替版になっている。
エメット
声 - クリス・プラット / 森川智之
本作の主人公で、『レゴ シティ』シリーズの建設作業員の一人でありマスター・ビルダー。フルネームはエメット・ブロックスキー。
ルーシー / ワイルド・ガール
声 - エリザベス・バンクス / 沢城みゆき
前作でエメットが最初に出会ったマスター・ビルダー。
ブルース・ウェイン / バットマン
声 - ウィル・アーネット / 山寺宏一
マスター・ビルダーの一人。DCコミックスのスーパーヒーローで、ルーシーの元ボーイフレンド。世間ではもてはやされ、本人も鼻にかけているナルシストで自己中心的な性格だが、家では孤独な生活を送っている。いつもキザに決めているが、少々ドジなところがある。
『レゴ スーパー・ヒーローズ』から登場したクロスオーバーのキャラクター。
ロボヒゲ
声 - ニック・オファーマン / 間宮康弘
『レゴ 海賊シリーズ』の海賊で、マスター・ビルダーの一人。
ユニキャット / ウルトラキャット
声 - アリソン・ブリー / 沢城みゆき
マスター・ビルダーの一人で、ユニコーンと猫が合わさった生き物。普段は陽気でニコニコしているが、怒ると恐ろしい戦闘マシンに変身する。
ベニー
声 - チャーリー・デイ / 岩崎ひろし
1980年代に発売された『レゴ 宇宙シリーズ』の宇宙飛行士。だいぶ使い古されてヒビの入ったヘルメットをかぶっている、マスター・ビルダーの一人。
クラーク・ケント / スーパーマン
声 - チャニング・テイタム / 花田光
バットマンと同じDCコミックスの出身スーパーヒーロー。
『レゴ スーパー・ヒーローズ』から登場したクロスオーバーのキャラクター。
ダイアナ・プリンス / ワンダーウーマン
声 - コビー・スマルダーズ / 松浦裕美子
バットマンと同じDCコミックスの出身スーパーヒーロー。
『レゴ スーパー・ヒーローズ』から登場したクロスオーバーのキャラクター。
ハル・ジョーダン / グリーンランタン
声 - ジョナ・ヒル / 岩崎ひろし
バットマンと同じDCコミックスの出身スーパーヒーロー。
『レゴ スーパー・ヒーローズ』から登場したクロスオーバーのキャラクター。
アーサー・カリー / アクアマン
声 - ジェイソン・モモア / 後藤光祐
バットマンと同じDCコミックスの出身スーパーヒーローで、海底王国アトランティスで生まれ、地上で育てられた水陸両棲のアトランティス人。
『レゴ スーパー・ヒーローズ』から登場したクロスオーバーのキャラクター。
ハーレイ・クイン
バットマンと同じDCコミックスの出身スーパーヴィランで、バットマンの宿敵ジョーカーのガールフレンド。
『レゴ スーパー・ヒーローズ』から登場したクロスオーバーのキャラクター。
アルフレッド・ペニーワース
声 - レイフ・ファインズ / 菅生隆之
バットマンと同じDCコミックスの出身の執事で、厳しくもいつも主人であるバットマンの身を案じている。
『レゴ スーパー・ヒーローズ』から登場したクロスオーバーのキャラクター。
おしごと大王（おしごと社長） / パパ
声 - ウィル・フェレル / 山寺宏一
前作でレゴワールドの全てを完全に支配しようと企んでいた邪悪なビジネスマン。
レックス・デンジャーベスト
声 - クリス・プラット / 森川智之
わがまま女王
声 - ティファニー・ハディッシュ / 斉藤貴美子
スウィート・メイヘム将軍
声 - ステファニー・ベアトリス / 坂本真綾
ママ
声 - マーヤ・ルドルフ / 坪井木の実
フィン
声 - ジェイドン・サンド / 山本和臣
ビアンカ
声 - ブルックリン・プリンス / 釘宮理恵
アイスクリームコーン
声 - リチャード・アイオアディ / 横島亘
バナナ
声 - ベン・シュワルツ / 落合弘治
バルサザール
声 - ノエル・フィールディング / 落合弘治
レックス・ルーサー
声 - アイク・バリンホルツ
エイブラハム・リンカーン
声 - ウィル・フォーテ
ブルース・ウィリス
声 - ブルース・ウィリス / 多田野曜平
ガンダルフ
声 - トッド・ハンセン / 多田野曜平
イルカ時計
声 - ライアン・ハルプリン / 菅生隆之

## 作品に登場する用語
マスター・ビルダー
自由な創造力を持っているレゴワールドの住人。身の回りにあるレゴブロックで様々な武器や乗り物を生み出すことが出来る。アメコミスーパーヒーローや映画のキャラクターが大半を占めており、ルーシーやバットマンもこれにあたる。

## 製作
2018年6月6日に日本での公開が決定したことが発表され特報映像も公開された。また、2018年12月24日にはクリスマスシーズンに向けて制作された特別映像が公開された。
2018年11月26日に予告編が公開され、2018年12月21日には日本での公開日が決定され日本語吹替版予告と日本版ポスターが公開された。

## 興行成績
全米での2019年2月8日から2月10日までのボックスオフィスランキングでは、興行収入3,411万5,335ドル（約38億円）で首位デビューを果たし、翌週2月15日から2月17日までのボックスオフィスランキングでは、2000万ドル以上の興行収入をあげて2位となり、累計興行収入も約6200万ドルになった。さらに翌週2月22日から2月24日までのボックスオフィスランキングでは3位となり、累計の興行収入が約8300万ドルとなった。

## テレビゲーム
日本での映画公開の前日に当たる2019年3月28日にレゴムービー2 ザ・ゲームが発売された。映画本編のストーリーに沿った本編以外にも、クリア後のDLCやサブストーリーがある。